# جائزة الأكاديمية الدولية للفلم الهندي لأفضل ممثل
تمنح جائزةIIFA لأفضل ممثل للممثل الذكر الرائد الذي قدم أداءً متميزًا في دور قيادي. ويتم التصويت لاختيار الفاءز من قبل الجمهور.
هريشك روهان الحاصل على الرقم القياسي في أخذ جواءز من هذه تلفءة